# Andy Andrews
Andy Andrews (Raleigh, 1º gennaio 1959) è un ex tennista statunitense.

## Carriera
Tennista specializzato nel doppio, in questa specialità ha vinto tre titoli su sei finali tra cui spicca il match perso insieme a John Sadri durante gli Australian Open 1982. L'anno successivo ha raggiunto la semifinale degli US Open sempre in coppia con Sadri.

## Statistiche

### Doppio

#### Vittorie (3)
| Numero | Anno | Torneo                                     | Superficie  | Compagno    | Avversari in finale      | Punteggio     |
| 1.     | 1982 | Hall of Fame Tennis Championships, Newport | Erba        | John Sadri  | Syd Ball Rod Frawley     | 3–6, 7–6, 7–5 |
| 2.     | 1982 | Cap d'Agde WCT, Cap d'Agde                 | Terra rossa | Drew Gitlin | Pavel Složil Tomáš Šmíd  | 6–2, 6–4      |
| 3.     | 1982 | Stowe Open, Stowe                          | Cemento     | John Sadri  | Mike Fishbach Eric Fromm | 6–3, 6–4      |

#### Finali perse (3)
| Numero | Anno | Torneo                          | Superficie | Compagno    | Avversari in finale            | Punteggio     |
| 1.     | 1982 | Los Angeles WCT, Los Angeles    | Sintetico  | Drew Gitlin | Kevin Curren Hank Pfister      | 6–4, 2–6, 5–7 |
| 2.     | 1982 | Australian Open, Melbourne      | Erba       | John Sadri  | John Alexander John Fitzgerald | 4–6, 6–7      |
| 3.     | 1983 | Monterrey Grand Prix, Monterrey | Sintetico  | John Sadri  | David Dowlen Nduka Odizor      | 6–3, 3–6, 4–6 |